# Península de Atsumi

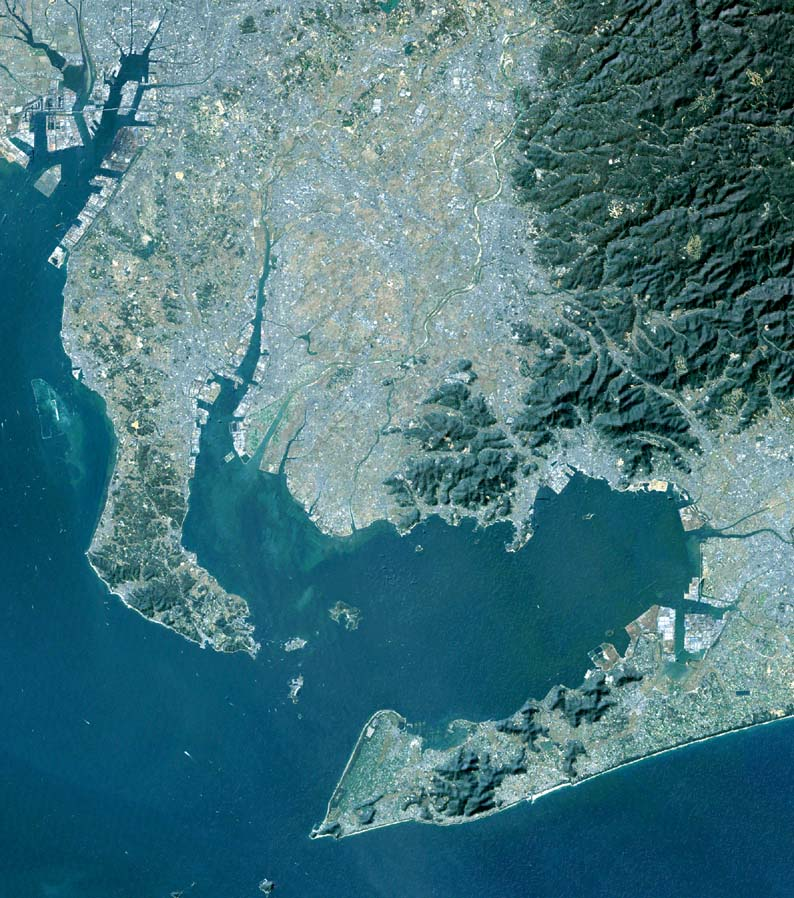
Imagem de satélite da península de Chita (esquerda), baía de Mikawa (centro) e península de Atsumi (direita, baixo).

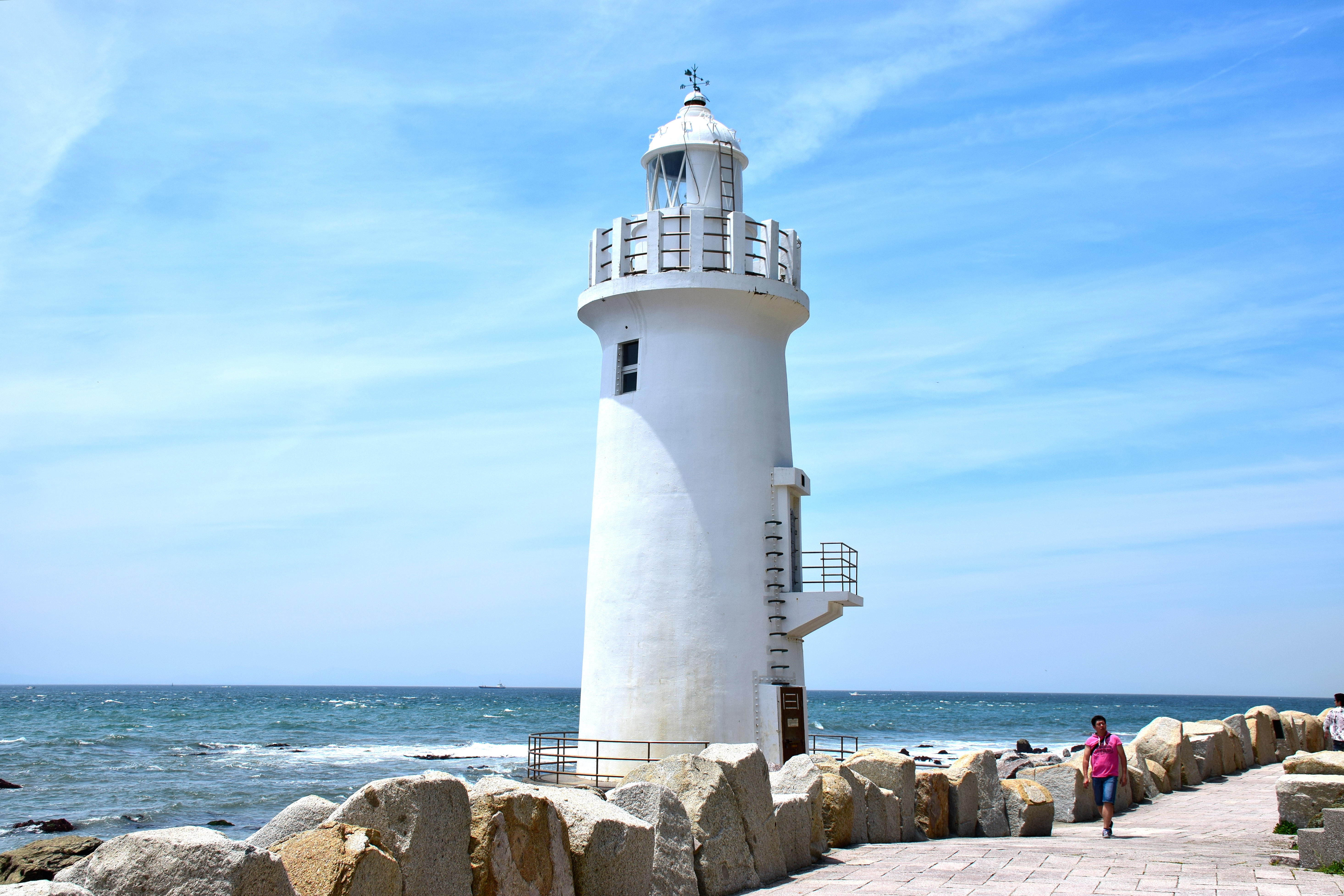
Farol do Cabo Irago.

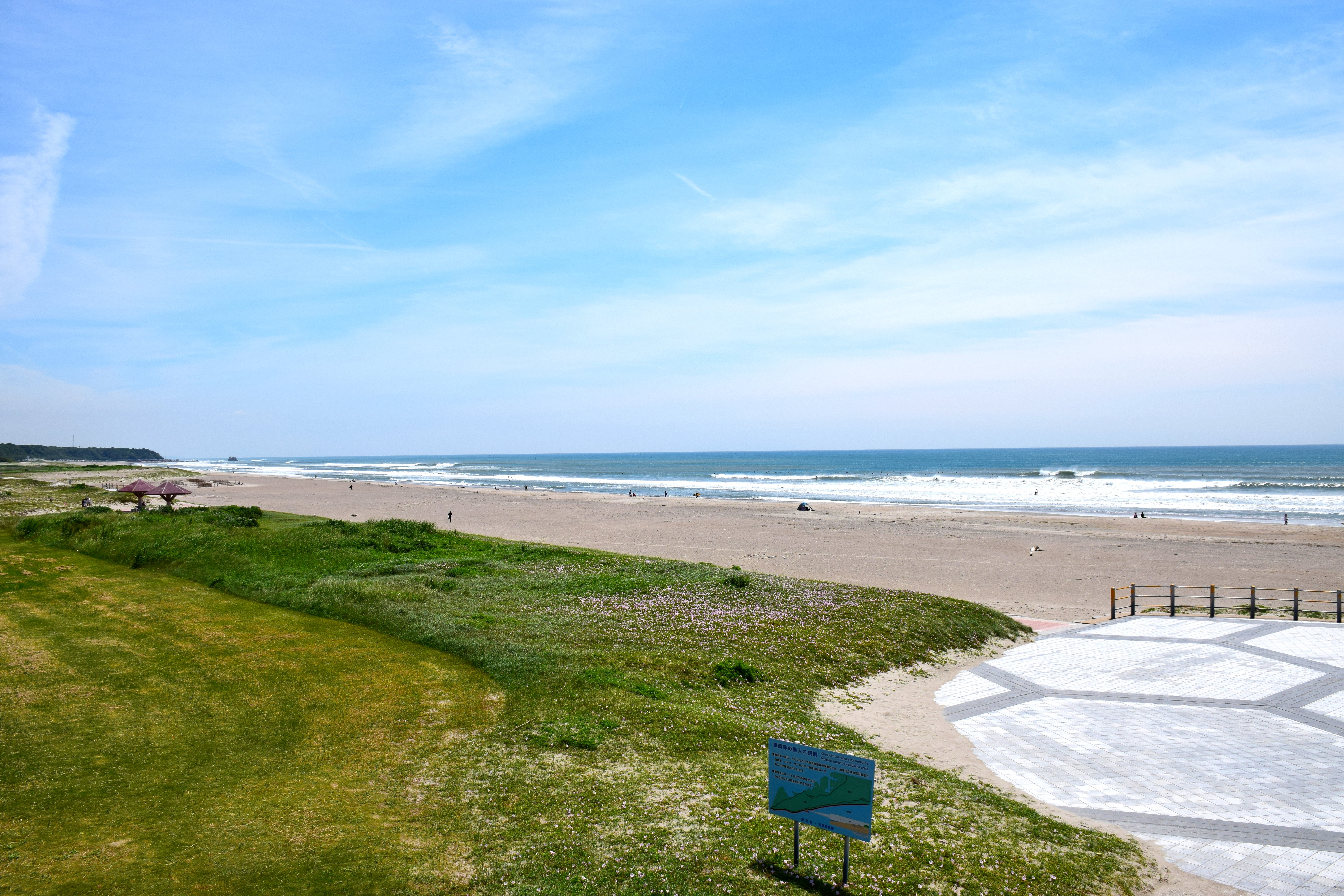
Praia de Akabane.

A península de Atsumi (渥美半島, Atsumi Hantō) é uma península localizada na província de Aichi, no centro da ilha Honshū, no Japão. Tem cerca de 50 km de comprimento este-oeste, e separa a baía de Mikawa (a norte) do mar das Filipinas a sul, com a baía de Ise a oeste desta península. Opõe-se à península de Chita, que fica a noroeste, entre elas situando-se a baía de Mikawa. A sua largura varia entre 5 km e 8 km, e o seu ponto mais alto tem 328 m de altitude. A área total é de cerca de 200 km2.
A península de Atsumi tem um clima temperado devido à corrente Kuroshio ao largo.